# Maria d'Orléans (duchessa di Württemberg)
Maria d'Orléans, (in francese Marie Christine Caroline Adélaide Françoise Léopoldine d'Orléans) (Palermo, 12 aprile 1813 – Pisa, 6 gennaio 1839), nata principessa d'Orléans e conosciuta anche come Mademoiselle de Valois, divenne duchessa di Württemberg a partire dal 1837 per matrimonio. Fu una rinomata scultrice e disegnatrice.

## Biografia
La principessa Maria era la figlia terzogenita di Luigi Filippo d'Orléans, al tempo della sua nascita duca di Chartres, e della principessa Maria Amalia di Borbone-Due Sicilie.

I suoi nonni paterni erano il duca Luigi Filippo II di Borbone-Orléans e la duchessa Luisa Maria Adelaide di Borbone-Penthièvre; quelli materni Ferdinando I, re del Regno delle Due Sicilie e la sua consorte Maria Carolina d'Asburgo-Lorena, nata arciduchessa d'Austria.
Nel 1830 suo padre divenne re dei Francesi con il nome di Luigi Filippo I.
Nel 1838 la duchessa, gravemente ammalata di tubercolosi, si recò nella città di Pisa, nella speranza che il clima mite potesse favorire la sua guarigione. I genitori inviarono presso di lei il fratello minore Luigi, il quale arrivò poco prima della morte della sorella, avvenuta il 6 gennaio del 1839. Maria è inumata nella cappella reale degli Orléans a Dreux.

## Principessa artista
Allieva di Ary Scheffer, la principessa Maria era dotata di talento artistico che si espresse con la scultura e con il disegno. Ci ha lasciato numerose opere che sono conservate presso il museo di Dordrecht nei Paesi Bassi.

Dal 18 aprile al 21 luglio del 2008 il museo del Louvre ha dedicato alla principessa un'esposizione comprendente parte delle sue opere e dei suoi effetti personali. In seguito l'esposizione si è tenuta anche al Museo Condé di Chantilly.

## Discendenza
Il 17 ottobre del 1837 sposò il duca Alessandro di Württemberg, figlio di Alessandro di Württemberg e di Antonietta di Sassonia-Coburgo-Saalfeld, nipote di Federico I di Württemberg da parte di padre e di Leopoldo I del Belgio da parte di madre. La cerimonia ebbe luogo nel palazzo del Grand Trianon presso Versailles: il matrimonio civile fu celebrato dal cancelliere Pasquier, il matrimonio cattolico dal vescovo di Versailles e quello luterano dal pastore Cuvier.
La coppia ebbe un figlio:
- Filippo di Württemberg, nato nel 1838 e morto nel 1917, sposò nel 1865 l'arciduchessa Maria Teresa d'Asburgo-Teschen (1845-1927).

## Ascendenza
|                                            |                     |                                            | Genitori                                      |  |  | Nonni |  |  | Bisnonni                           |  |  | Trisnonni                |  |
|                                            |                     |                                            |                                               |  |  |       |  |  | Luigi Filippo I di Borbone-Orléans |  |  | Luigi di Borbone-Orléans |  |
|                                            |                     |                                            |                                               |  |  |       |  |  | Luigi Filippo I di Borbone-Orléans |  |  | Luigi di Borbone-Orléans |  |
|                                            |                     | Augusta di Baden-Baden                     |                                               |  |  |       |  |  | Luigi Filippo I di Borbone-Orléans |  |  |                          |  |
| Luigi Filippo II di Borbone-Orléans        |                     |                                            |                                               |  |  |       |  |  | Luigi Filippo I di Borbone-Orléans |  |  |                          |  |
|                                            |                     | Luisa Enrichetta di Borbone-Conti          | Luigi Armando II di Borbone-Conti             |  |  |       |  |  |                                    |  |  |                          |  |
|                                            |                     | Luisa Enrichetta di Borbone-Conti          | Luigi Armando II di Borbone-Conti             |  |  |       |  |  |                                    |  |  |                          |  |
|                                            |                     | Luisa Enrichetta di Borbone-Conti          | Luisa Elisabetta di Borbone-Condé             |  |  |       |  |  |                                    |  |  |                          |  |
| Luigi Filippo di Francia                   |                     | Luisa Enrichetta di Borbone-Conti          |                                               |  |  |       |  |  |                                    |  |  |                          |  |
|                                            |                     | Luigi Giovanni Maria di Borbone-Penthièvre | Luigi Alessandro di Borbone-Francia           |  |  |       |  |  |                                    |  |  |                          |  |
|                                            |                     | Luigi Giovanni Maria di Borbone-Penthièvre | Luigi Alessandro di Borbone-Francia           |  |  |       |  |  |                                    |  |  |                          |  |
|                                            |                     | Luigi Giovanni Maria di Borbone-Penthièvre | Marie Victoire de Noailles                    |  |  |       |  |  |                                    |  |  |                          |  |
| Luisa Maria Adelaide di Borbone-Penthièvre |                     | Luigi Giovanni Maria di Borbone-Penthièvre |                                               |  |  |       |  |  |                                    |  |  |                          |  |
|                                            |                     | Maria Teresa d'Este                        | Francesco III d'Este                          |  |  |       |  |  |                                    |  |  |                          |  |
|                                            |                     | Maria Teresa d'Este                        | Francesco III d'Este                          |  |  |       |  |  |                                    |  |  |                          |  |
|                                            |                     | Maria Teresa d'Este                        | Carlotta Aglaia di Borbone-Orléans            |  |  |       |  |  |                                    |  |  |                          |  |
| Maria d'Orléans                            |                     | Maria Teresa d'Este                        |                                               |  |  |       |  |  |                                    |  |  |                          |  |
|                                            | Carlo III di Spagna | Filippo V di Spagna                        |                                               |  |  |       |  |  |                                    |  |  |                          |  |
|                                            | Carlo III di Spagna | Filippo V di Spagna                        |                                               |  |  |       |  |  |                                    |  |  |                          |  |
|                                            | Carlo III di Spagna | Elisabetta Farnese                         |                                               |  |  |       |  |  |                                    |  |  |                          |  |
| Ferdinando I delle Due Sicilie             | Carlo III di Spagna |                                            |                                               |  |  |       |  |  |                                    |  |  |                          |  |
|                                            |                     | Maria Amalia di Sassonia                   | Augusto III di Polonia                        |  |  |       |  |  |                                    |  |  |                          |  |
|                                            |                     | Maria Amalia di Sassonia                   | Augusto III di Polonia                        |  |  |       |  |  |                                    |  |  |                          |  |
|                                            |                     | Maria Amalia di Sassonia                   | Maria Giuseppa d'Austria                      |  |  |       |  |  |                                    |  |  |                          |  |
| Maria Amalia di Borbone-Due Sicilie        |                     | Maria Amalia di Sassonia                   |                                               |  |  |       |  |  |                                    |  |  |                          |  |
|                                            |                     | Francesco I di Lorena                      | Leopoldo di Lorena                            |  |  |       |  |  |                                    |  |  |                          |  |
|                                            |                     | Francesco I di Lorena                      | Leopoldo di Lorena                            |  |  |       |  |  |                                    |  |  |                          |  |
|                                            |                     | Francesco I di Lorena                      | Elisabetta Carlotta di Borbone-Orléans        |  |  |       |  |  |                                    |  |  |                          |  |
| Maria Carolina d'Asburgo-Lorena            |                     | Francesco I di Lorena                      |                                               |  |  |       |  |  |                                    |  |  |                          |  |
|                                            |                     | Maria Teresa d'Austria                     | Carlo VI d'Asburgo                            |  |  |       |  |  |                                    |  |  |                          |  |
|                                            |                     | Maria Teresa d'Austria                     | Carlo VI d'Asburgo                            |  |  |       |  |  |                                    |  |  |                          |  |
|                                            |                     | Maria Teresa d'Austria                     | Elisabetta Cristina di Brunswick-Wolfenbüttel |  |  |       |  |  |                                    |  |  |                          |  |
|                                            |                     | Maria Teresa d'Austria                     |                                               |  |  |       |  |  |                                    |  |  |                          |  |

## Catalogo
- Catalogue, Marie d'Orléans, 1813-1839, Princesse et artiste romantique, Somogy, Paris, 2008 ISBN 2-7572-0165-4.